# Ивантай
Ивантай — деревня в Канском районе Красноярского края. Входит в состав Мокрушинского сельсовета.

## История
Основана в 1907 году. В 1926 года состояла из 161 хозяйства, основное население — белорусы. Центр Ивантайского сельсовета Канского района Канского округа Сибирского края.

## Население
| 1926 | 2010 |
| ---- | ---- |
| 790  | ↘34  |